# Sang Kiai
Sang Kiai é um filme de drama indonésio de 2013 dirigido e escrito por Rako Prijanto. Foi selecionado como representante da Indonésia à edição do Oscar 2014, organizada pela Academia de Artes e Ciências Cinematográficas.

## Elenco
- Ikranagara - Hasyim Asy'ari
- Christine Hakim - Nyai Kapu
- Agus Kuncoro - Wahid Hasyim
- Adipati Koesmadji - Harun